# Jacques Tardi
Jacques Tardi (Valence, 30 de agosto de 1946) es un destacado historietista francés. Interesado especialmente en el género bélico y policíaco, su serie más extensa es, sin embargo, Las extraordinarias aventuras de Adèle Blanc-Sec.

## Biografía
Hijo de un militar de carrera, pasó sus primeros años en Alemania. Estudió en la Escuela de Bellas Artes de Lyon y, posteriormente, en la de Artes Decorativas de París. En 1970 inició su carrera como historietista dibujando algunas historias breves, con guiones de Jean Giraud ("Un cheval en hiver") y Serge De Beketch ("La Torpédo rouge sang", "Humperdick Clabottford"), para la revista Pilote. En 1972 realizó la parte gráfica de Rumeur sur le Rouergue, con guion de Pierre Christin, historieta que inaugura el ciclo Légendes d'aujourd'hui, luego proseguido por el dibujante Enki Bilal. Por esa misma época creó su primera obra como autor integral, Adiós Brindavoine (Adieu Brindavoine), un cómic antimilitarista ambientado en la I Guerra Mundial. 
Las atrocidades de la I Guerra Mundial son uno de los temas omnipresentes en su obra. La revista Pilote le rechazó, por excesivamente antimilitarista, la historieta "Un épisode banal de la guerre des tranchées", que fue finalmente publicada en el diario Libération. En la misma línea publicó también La Véritable histoire du soldat inconnu (1974). 
En 1974 abandonó Pilote para empezar a colaborar con Métal Hurlant. En esta publicación apareció su Polonius, con guion de Picaret, una historieta de corte existencialista ambientada en el Imperio romano. En 1976 creó uno de sus personajes más conocidos, Adèle Blanc-Sec, a cuyas aventuras dedicaría nueve álbumes (con un décimo tomo en preparación). La serie es un homenaje a los folletines de aventuras, ambientado en el París anterior a la I Guerra Mundial y protagonizado por una heroína feminista. El tono es paródico, con abundantes monstruos, sabios locos, sectas místico-criminales, etc.
Destacan también sus adaptaciones al cómic de novelas del escritor policiaco Léo Malet, que tienen como protagonista al atípico detective Nestor Burma. Su obra más reciente es El grito del pueblo (Le Cri du Peuple), serie que consta hasta el momento de cuatro álbumes.
En 2013 rechaza la Legión de Honor, máxima distinción francesa alegando que: no quiere recibir nada, ni del poder actual ni de ningún otro poder político cualquiera que este sea.

## Obras

### Historieta

#### Guion y dibujo
- Adieu Brindavoine seguido de La fleur au fusil (Adiós Brindavoine y La flor en el fusil; Casterman, 1974)
- Le Démon des glaces (El demonio de los hielos, Casterman, 1974)
- La Véritable Histoire du soldat inconnu (Futuropolis, 1974)
- Mouh Mouh (Peperland, 1979)
- Déprime (Futuropolis, 1981)
- Le Trou d'obus (Imagerie Pellerin, 1984)
- Mine de plomb, Chiures de gommes (Futuropolis, 1985)
- Tardi en banlieue (Casterman, 1990)
- Jeux pour mourir (Juegos para Morir) (d'après un roman de Géo-Charles Véran) (Casterman, 1992)
- C'était la guerre des tranchées (La Guerra de las Trincheras) (Casterman, 1993)
- Les Aventures extraordinaires d'Adèle Blanc-Sec (Casterman, 1976-1998)
  1. Adèle et la Bête (Adele y la Bestia, 1976)
  2. Le Démon de la tour Eiffel (El demonio de la torre Eiffel, 1976)
  3. Le Savant fou (El sabio loco, 1977)
  4. Momies en folies (Momias enloquecidas, 1978)
  5. Le Secret de la salamandre (El secreto de la salamandra, 1981)
  6. Le Noyé à deux têtes (El ahogado de dos cabezas, 1985)
  7. Tous des monstres ! (Todos monstruos, 1994)
  8. Le Mystère des profondeurs (El misterio de las profundidades; 1998)
  9. Le labyrinthe infernal (El laberinto infernal)
- Nestor Burma, basado en las novelas de Léo Malet (Casterman, 1982-2000)
  1. Brouillard au pont de Tolbiac (Niebla en el puente de Tobliac, Casterman, 1982)
  2. 120, rue de la Gare (Calle de la estación, 120; Casterman, 1988)
  3. Une gueule de bois en plomb (Una resaca de cuidado; Casterman, 1990)
  4. Casse-pipe à la Nation (Reyerta en la feria; Casterman, 1996)
  5. M'as-tu vu en cadavre ? (¿Huele a muerto o qué?; Casterman, 2000)
- Carnet (L'Association, 2001)
- Le Cri du peuple (El grito del pueblo), basado en una novela de Jean Vautrin (Casterman, 2001-2004)
  1. Les Canons du 18 mars (Los cañones del 18 de marzo, 2001)
  2. L'Espoir assassiné (La esperanza asesinada, 2002)
  3. Les Heures sanglantes (Las horas sangrientas, 2003)
  4. Le Testament des ruines (El testamento de las ruinas, 2004)
- Le petit bleu de la côte Ouest, (Balada de la Costa Oeste) basado en una novela de Jean-Patrick Manchette (Casterman, 2005)

#### Solo dibujo
- Rumeur sur le Rouergue (guion de Pierre Christin) (Gallimard, 1976)
- Polonius (guion de Picaret) (Futuropolis, 1977)
- Griffu (guion de Jean-Patrick Manchette) ([Casterman, 1978)
- Ici Même (guion de Jean-Claude Forest) (Casterman, 1979)
- Tueur de cafards (El Exterminador de Cucarachas, guion de Benjamin Legrand]) (Casterman, 1984)
- Grange bleue (guion de Dominique Grange) (Futuropolis, 1985)
- le Sens de la houppelande (guion de Daniel Pennac) (Futuropolis, 1991)
- Un strapontin pour deux (guion de Michel Boujut) (Casterman, 1995)
- Presque tout Tardi (guion de Olivier Maltret) (Sapristi, 1996)
- Tardi par la fenêtre (guion de Michel Boujut) (Christian Desbois, 1996)
- l'Évasion du cheval gris (guion de Verrien) (Sapristi, 1996)
- Sodome et Virginie (guion de Daniel Prévost) (Casterman, 1996)
- le Der des Ders (La última guerra)(guion de Didier Daeninckx) (Casterman, 1997)
- Varlot soldat (El soldado Varlot; guion de Didier Daeninckx]]) (L'Association, 1999)
- la Débauche (La Patada) (guion de Daniel Pennac) (Futuropolis, 2000)

#### Solo guion
- Le Voyage d'Alphonse (dibujos de Antoine Leconte) (Duculot, 2003)

### Ilustración
Tardi ha ilustrado varias novelas de Céline:
- Voyage au bout de la nuit (Futuropolis, 1988)
- Casse-pipe (Futuropolis, 1989)
- Mort à crédit (Futuropolis, 1991)

Es también el ilustrador de las siguientes obras de Julio Verne :
- Un Prêtre en 1839 (Cherche Midi, 1992)
- San Carlos (Cherche Midi, 1993)

#### Novelas
- Rue des Rebuts (Alain Beaulet, 1990)